# Scleranthus brockiei
Scleranthus brockiei är en nejlikväxtart som beskrevs av P.A. Williamson. Scleranthus brockiei ingår i släktet knavlar, och familjen nejlikväxter. Inga underarter finns listade i Catalogue of Life.